# 福嶋真理子
福嶋 真理子（ふくしま まりこ、1974年9月30日 - ）は、フリーアナウンサー、気象予報士、防災士。NHK宇都宮放送局とちぎ630気象キャスター。イベントMC、レポーターなどでも活躍中。

## 経歴
宇都宮市出身。宇都宮市立陽西中学校、栃木県立宇都宮北高等学校卒業。宇都宮短期大学音楽科でトロンボーンを専攻した後、TBS及びテレビ朝日にて、アナウンスメント技術を学ぶ。
局に属さないフリーアナウンサーとして各地のテレビ局などでアナウンス業務開始。
2002年（平成14年）4月、栃木放送とフリー契約。『POP FREAK』アシスタントを皮切りに同局の番組に携わる。
2007年（平成19年）4月、同局に入社、局アナウンサーとなる。

## 主なレギュラー番組
栃木放送
- 「ココロ晴れルヤ！」(月〜木曜 5:00〜9:00生放送)

2014年4月から新番組を立ち上げて担当。朝の顔に10年ぶりに復帰。
その他
- スターライト☆シンフォニー 〜星空公園へようこそ〜（毎週火曜 23:00〜24:00）
- 真理子のクラシックガーデン（毎週土曜 21:10〜）
- 日曜ジャズ倶楽部（毎週日曜 23:00〜24:00）
- 県政ナビ（毎週日曜 11:05〜）
- 歌のない歌謡曲（月〜金曜　7:15〜7:30）

過去の担当番組
- CRTイヴニングタイムズ（2012年4月〜2014年3月  月〜金曜 16:00〜18:30生放送 月・火担当）
- CRTプライムタイムズ（2012年4月〜2014年3月  月〜金曜 21:00〜22:30生放送 月・火担当）
- ラジっちゃう?（2011年4月〜2014年3月  月〜木曜 9:00〜13:00生放送 水・木担当）
- 今日もごきげんこんにちワイド(2007年4月〜2008年3月  金曜 9:00〜13時生放送)
- 気分爽快!ラジオDEゴー!(2004年4月〜2005年9月 月〜木曜 6:00〜10:00 生放送)
- シルバー世代のゴールデンタイム
- POP FREAK